# Frauen-Handballnationalmannschaft der Vereinigten Staaten
Die Frauen-Handballnationalmannschaft der Vereinigten Staaten vertritt die USA bei internationalen Turnieren im Handball. Sie untersteht dem United States Olympic Committee.
Die Mannschaft nahm bisher fünfmal an Weltmeisterschaften teil. Bei den Panamerikanischen Spielen gewann das Team 1987 und 1995 den Titel. Bei der Panamerikameisterschaft gelang der Titelgewinn in den Jahren 1986 und 1991.

## Erfolge bei Meisterschaften

### Olympische Spiele

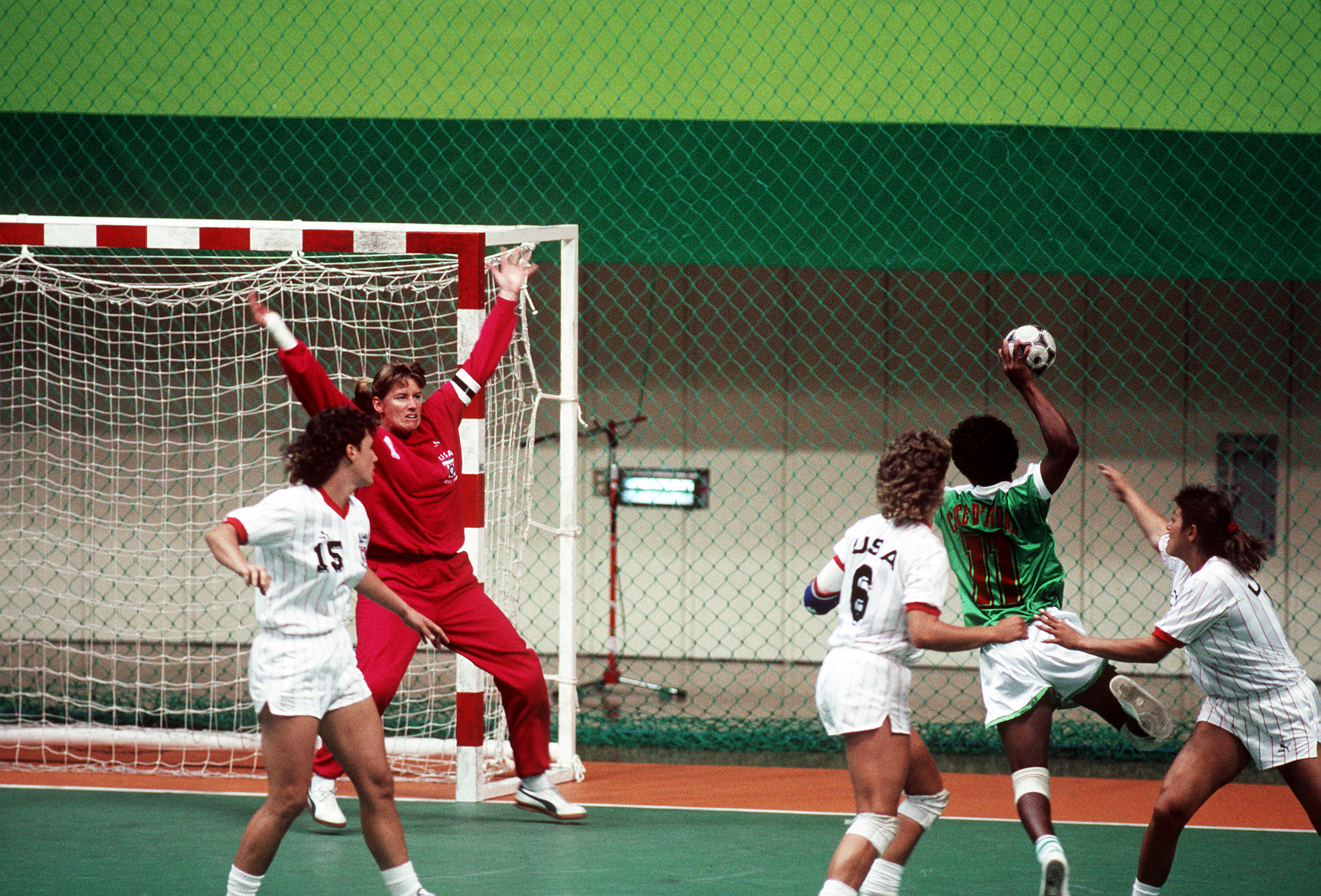
Spielszene bei den Olympischen Spielen 1988

- Teilnahmen: 1984, 1988, 1992, 1996
- beste Platzierung: 5. Platz 1984

### Weltmeisterschaften
- Weltmeisterschaft 1975: 11. Platz (von 12 Teams)
- Weltmeisterschaft 1982: 11. Platz (von 12 Teams)
- Weltmeisterschaft 1986: 16. Platz (von 16 Teams)
- Weltmeisterschaft 1993: 12. Platz (von 16 Teams)
- Weltmeisterschaft 1995: 17. Platz (von 20 Teams)
- Weltmeisterschaft 2025: im Oktober 2018 qualifiziert per Wildcard zur Vorbereitung als Gastgeber der Olympischen Sommerspiele 2028.[1]
- Weltmeisterschaft 2027: im Oktober 2018 qualifiziert per Wildcard zur Vorbereitung als Gastgeber der Olympischen Sommerspiele 2028.[2]

### Panamerikanische Spiele
- Teilnahmen: 1987, 1995, 1999, 2003, 2011, 2019
- Gold: 1987, 1995

### Panamerikameisterschaften
- Teilnahmen: 1986, 1989, 1991, 2003, 2005, 2007, 2013, 2015, 2017
- Gold: 1986, 1991
- Silber: 1989

### Nor.Ca-Meisterschaften
- Teilnahmen: 2015, 2017, 2019, 2021
- Silber: 2017
- Bronze: 2015

## Aktueller Kader
| Nr.               | Name                 | Geburtsdatum      | Verein                              | Position | Größe    |          |          |          |
| Torhüter          | Torhüter             | Torhüter          | Torhüter                            | Torhüter | Torhüter | Torhüter | Torhüter | Torhüter |
| ----------------- | -------------------- | ----------------- | ----------------------------------- | -------- | -------- | -------- | -------- | -------- |
| 1                 | Sophie Fasold        | 2. Januar 1994    | Vfl Oldenburg                       | TW       | 1,70     |          |          |          |
| 12                | Lani Gronwald        | 2. Januar 2004    | FRISCH AUF! Göppingen               | TW       | 1,67     |          |          |          |
| Außen             |                      |                   |                                     |          |          |          |          |          |
| 8                 | Zoe Lombard          | 9. April 1992     | Team Rogue                          | RA       | 1,75     |          |          |          |
| 11                | Julia Taylor         | 4. Dezember 1989  | Aulnay Handball                     | LA       | 1,73     |          |          |          |
| 17                | Elizabeth Hartnett   | 17. Mai 1991      | Team Rogue                          | RA       | 1,73     |          |          |          |
| 24                | Maria Vallone        | 17. Mai 1991      | Club Municipalidad de Vicente López | LA       | 1,75     |          |          |          |
| Kreisläufer       |                      |                   |                                     |          |          |          |          |          |
| 4                 | Sarah Gascon         | 12. Januar 1982   | Team Rogue                          | KM       | 1,70     |          |          |          |
| 14                | Jennifer Fithian     | 24. April 1984    | Team Rogue                          | KM       | 1,83     |          |          |          |
| Rückraum          |                      |                   |                                     |          |          |          |          |          |
| 9                 | Kathleen Darling     | 24. August 1981   | Busan Bisco                         | RR       | 1,88     |          |          |          |
| 10                | Ashley Butler        | 13. Februar 1998  | HSG Hude/Falkenburg                 | RR       | 1,63     |          |          |          |
| 15                | Nicole Andersen      | 9. November 1996  | Hellerup IK Håndbold                | RL       | 1,80     |          |          |          |
| 19                | Julia Sayer          | 27. Mai 1987      | TSV Hahlen                          | RM       | 1,83     |          |          |          |
| 21                | Sif Skov Christensen | 21. Februar 2002  | Hillerød HK                         | RL       | 1,80     |          |          |          |
| 22                | Jence Ann Rhoads     | 31. Dezember 1988 | CB Mecalia Atlético Guardés         | RM       | 1,78     |          |          |          |
| Trainerstab       |                      |                   |                                     |          |          |          |          |          |
| Kanada            | Christian Latulippe  | 12. April 1971    |                                     | TR       |          |          |          |          |
| Frankreich        | Olivier Orfèvres     | 10. Oktober 1972  |                                     | Co       |          |          |          |          |
|                   | Julio Leyva Sainz    | 9. Mai 1975       |                                     | Co       |          |          |          |          |
|                   | Kim Moncel           |                   |                                     | KTR      |          |          |          |          |
|                   | David Gascon         |                   |                                     | TM       |          |          |          |          |
| erweiterter Kader |                      |                   |                                     |          |          |          |          |          |
|                   | Karoline Borg        |                   | Aker Topphåndball                   | RA       | 1,65     |          |          |          |
|                   | Abigail Brittain     |                   | Auburn                              | LA       |          |          |          |          |
|                   | Freja Dobreff        |                   |                                     | TW       |          |          |          |          |
|                   | Shani Levinkind      | 12. November 1990 | Maccabi Arazim Ramat Gan            | KM       | 1,68     |          |          |          |
|                   | Monaye Merritt       |                   | Team Rogue                          | LA       |          |          |          |          |
|                   | Christina Raiford    |                   |                                     |          |          |          |          |          |
|                   | Kourtney Rhoads      |                   | Team Rogue                          | RM       | 1,80     |          |          |          |
|                   | Candace Stewart      |                   | WCAP                                | KM       |          |          |          |          |
|                   | Sanna Wheeler        |                   |                                     |          |          |          |          |          |

Stand: 8. August 2019

## Mitgliedschaft im Dachverband
Der Verband gehört zur 2019 gegründeten Handballkonföderation Nordamerikas und der Karibik; zuvor war er Mitglied der Pan-American Team Handball Federation.